# Cobisa (kommunhuvudort)
Cobisa är en kommunhuvudort i Spanien. Den ligger i provinsen Toledo och regionen Kastilien-La Mancha, i den centrala delen av landet, 70 km söder om huvudstaden Madrid. Cobisa ligger 676 meter över havet och antalet invånare är 2 868.
Terrängen runt Cobisa är varierad, och sluttar norrut.Runt Cobisa är det ganska glesbefolkat, med 27 invånare per kvadratkilometer. Närmaste större samhälle är Toledo, 6,0 km norr om Cobisa. Trakten runt Cobisa består till största delen av jordbruksmark.